# Sharon Shinn

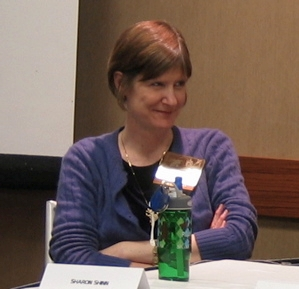
Shinn bei der Science-Fiction-Convention Capricon 29, Februar 2009

Sharon Ruth Shinn (* 1957 in Wichita) ist eine US-amerikanische Schriftstellerin im Science-Fiction- und Fantasy-Genre.
Sharon Shinn lebt in St. Louis. Sie studierte an der Northwestern University. Shinn begann ihre Karriere als Journalistin und schrieb für The Professional Photographer, DECOR, und BizEd. Allein beim Magazin DECOR war sie 17 Jahre lang beschäftigt. Gedichte schrieb sie seit sie acht Jahre alt war. Nach dem Studium schrieb sie vor allem an den Abenden und an den Wochenenden. 1995 veröffentlichte sie mit Im Zeichen der Weide (The Shape-Changer's Wife) ihren ersten Roman, der sehr positiv aufgenommen wurde und für den sie mit dem William L. Crawford Fantasy Award für den ersten Fantasy-Roman der International Association for the Fantastic in the Arts ausgezeichnet wurde. Zudem wurde sie, wie auch im Jahr darauf für ihren zweiten Roman Erzengel (Archangel) für den John W. Campbell Award for Best New Writer nominiert. Ihr Erstlingswerk handelt von einem Zauberschüler, der erkennen muss, dass sein Zauberlehrer nicht nur unbelebte Gegenstände in willige Diener verwandelt hat. Mittlerweile hat sie mehr als 20 Romane und mehrere Kurzgeschichten, darunter vier Romanserien, für sowohl eine erwachsene wie auch eine jüngere Leserschaft veröffentlicht. Auf Deutsch erschienen bislang nur ihre beiden ersten Romane.

## Schriften
Einzelromane
- The Shape-Changer's Wife (1995)
  - deutsch: Im Zeichen der Weide, Heyne, München 1997, ISBN 3-453-11944-4
- Wrapt in Crystal (1999)
- Heart of Gold (2000)
- Summers at Castle Auburn (2001)
- Jenna Starborn (2002)
- General Winston's Daughter (2007)
- Gateway (2009)

Safe-Keepers-Reihe
- The Safe-Keeper's Secret (2004)
- The Truth-Teller's Tale (2005)
- The Dream-Maker's Magic (2006)

Samaria-Reihe
- Fallen Angel (2004)
- Flight (2009)
- Archangel (1996)
  - deutsch: Erzengel, Heyne, München 1998, ISBN 3-453-13347-1
- Jovah's Angel (1997)
- The Alleluia Files (1998)
- Angelica (2003)
- Angel-Seeker (2004)

Shifting Circle-Reihe
- The Shape of Desire (2012)
- Still Life With Shape Shifter (2012)
- The Turning Season (2014)

Twelve Houses-Reihe
- When Winter Comes (2006)
- Flame (2009)
- Mystic And Rider (2005)
- The Thirteenth House (2006)
- Dark Moon Defender (2006)
- Reader and Raelynx (2007)
- Fortune and Fate (2008)

Elemental Blessings-Reihe
- Troubled Waters (2010)
- Royal Airs (2013)
- Jeweled Fire (2015)

Sammelbände
- Quatrain (2009)

Anthologien
- mit Claire Delacroix, Lynn Kurland, Patricia A. McKillip: To Weave a Web of Magic (2004)
- mit Lynn Kurland, Sarah Monette, Claire Delacroix: The Queen in Winter (2006)
- mit Rebecca York, Jean Johnson, Carol Berg: Elemental Magic (2007)
- mit Laurell K. Hamilton, Yasmine Galenorn, Marjorie M. Liu: Never After (2009)
- mit Meljean Brook, Nalini Singh, Ilona Gordon, Andrew Gordon: Angels of Darkness (2011)

Kurzgeschichten
- The Sorcerer's Assassin (2004)
- The Double-Edged Sword (2006)
- Wintermoon Wish (2006)
- Bargain with the Wind (2007)
- The House of Seven Spirits (2008)
- Gold (2009)
- Blood (2009)
- The Wrong Bridegroom (2009)
- Nocturne (2011)